# Stanford v. Kentucky
Stanford v. Kentucky (Pełna nazwa: Kevin Stanford v. State of Kentucky, Kevin Stanford przeciwko stanowi Kentucky) - sprawa zadecydowana przed Sądem Najwyższym Stanów Zjednoczonych z roku 1989.
Na jej mocy Sąd orzekł, iż skazywanie na karę śmierci osób niepełnoletnich, które w momencie popełnienia przestępstwa miały minimum lat 16, nie jest pogwałceniem 8. poprawki do konstytucji, tym samym legalizując proceder skazywana na śmierć nieletnich w tej granicy wiekowej.
Decyzja ta została zniesiona inną z 2003 (Roper v. Simmons), która zakazała skazywania na śmierć osób poniżej 18 roku życia.
Wyrok śmierci Kevina Stanforda został zamieniony przez gubernatora Kentucky Paula Pattona w 2003.

## Wyniki głosowania sędziów

### Większość
- Antonin Scalia (autor opinii większości)
- William H. Rehnquist (Prezes Sądu)
- Byron White
- Sandra Day O’Connor
- Anthony Kennedy

### Mniejszość
- William J. Brennan (autor opinii mniejszości)
- Thurgood Marshall
- Harry Blackmun
- John Paul Stevens